# إليوسا (إوانينا)
إليوسا (Ελεούσα) هي مدينة في إوانينا في مقاطعة كينتريكي إلادا في اليونان.
يبلغ عدد سكانها حوالي 3205   نسمة.